# St.-Annen-Kirche (Sepphoris)
Koordinaten: 32° 45′ 14″ N, 35° 16′ 37,2″ O

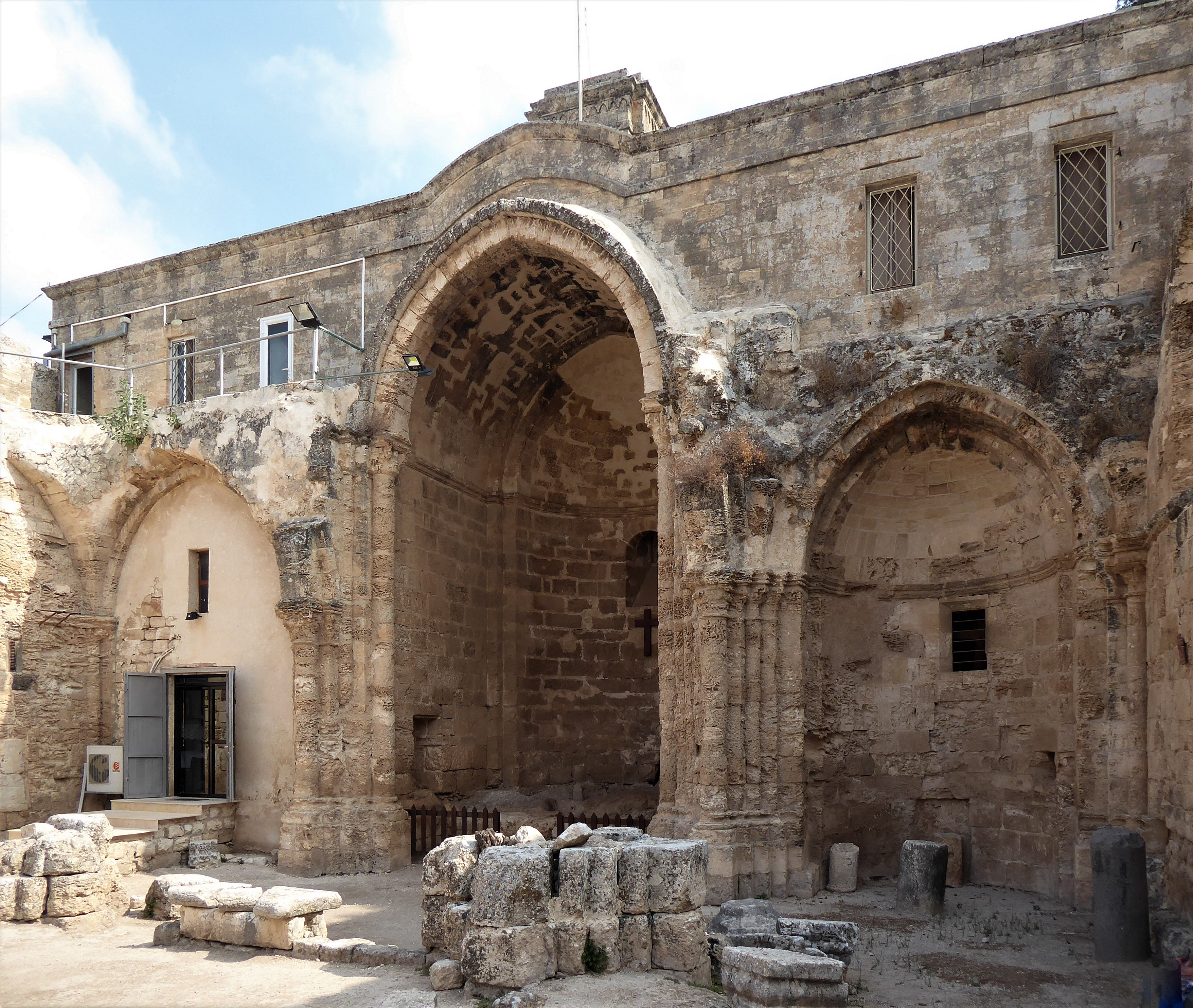
Die Ruine der St.-Annen-Kirche

Die St.-Annen-Kirche ist die Ruine einer Kirche der Kreuzfahrer in Sepphoris im heutigen Israel. Sie wird heute von der Custodia Terrae Sanctae der Franziskaner im Heiligen Land betreut.

## Geschichte
Die St.-Annen-Kirche wurde von den Kreuzfahrern im 12. Jahrhundert an der Stelle errichtet, wo sich der Überlieferung nach das Haus der Eltern Mariens, der heiligen Anna und ihres Mannes Joachim, befunden haben soll. Sie war eine dreischiffige Basilika, von der heute noch die an einen Abhang gebauten Ostteile erhalten sind. Der Chor und das südliche Seitenschiff schließen mit einer Halbkreisapsis. Hinter der Seitenapsis befindet sich die Sakristei. Das nördliche Seitenschiff schließt nicht in einer Apsis, sondern in einer Seitenkapelle, deren gotischer Eingangsbogen heute vermauert ist.
1641 gestattete die osmanische Regierung die Wallfahrt in die Kirchenruine und das Abhalten von Gottesdiensten. 1841 gelang den Franziskanern der Ankauf der Anlage. Lokale Widerstände erlaubten jedoch erst 1870 die Übernahme des Geländes. Die Franziskaner errichteten auf den gotischen Bögen der Apsiden 1879 Räumlichkeiten für die Schaffung eines Hospizes und befreiten das Langhaus von Behausungen, die dort errichtet worden waren. 1909 ergaben archäologische Grabungen, dass sich die Kirche über den Grundmauern einer Synagoge aus dem 4. Jahrhundert befindet. Darüber wurde möglicherweise eine byzantinische Kirche errichtet. 
Am Tag der heiligen Anna und Joachim wurde am 26. Juli 2012 eine Messe im Langhaus zur Feier der umfassenden Renovierung der Umfassungsmauern gefeiert. Vor Ort betreuen die römisch-katholischen Schwestern von St. Anna die Ruine.